# Buddismo in Medio Oriente
Si stima che in Medio Oriente circa 900.000 persone, forse più, professano il buddismo come loro fede religiosa principale. Gli aderenti buddisti costituiscono poco più del 0,3% della popolazione totale nei paesi mediorientali. Molti di questi buddisti sono lavoratori che sono emigrati dall'Asia al Medio Oriente negli ultimi 20 anni, molti da paesi che hanno grandi popolazioni buddiste, come ad esempio la Cina, il Vietnam, la Thailandia, lo Sri Lanka e il Nepal. Un piccolo numero di ingegneri, amministratori e manager del Giappone, di Taiwan, di Hong Kong, di Singapore e della Corea del Sud hanno anche spostato le proprie attività lavorative in Medio Oriente.

## Demografia
Il Buddismo Theravada è la religione predominante dei lavoratori provenienti dalla Thailandia e dallo Sri Lanka; mentre il buddismo Mahāyāna è la religione predominante dei lavoratori provenienti dall'Asia orientale e dal Vietnam, anche se il Taoismo, il Confucianesimo e lo Shintoismo sono anch'essi rappresentati tra queste persone. A Dubai negli Emirati Arabi Uniti e in Qatar, i lavoratori originari dello Sri Lanka sono stati autorizzati a celebrare Vesak (la festa più importante del buddismo) all'interno di quegli stessi paesi islamici.

## Buddismo in Arabia Saudita
Il Dipartimento di Stato degli Stati Uniti d'America nel suo "International Religious Freedom Report 2007" ha stimato essere più di 8 milioni gli stranieri che vivono e lavorano in Arabia Saudita, tra cui musulmani e non musulmani. 
Oltre ai 400.000 cittadini dello Sri Lanka, ci sono alcune migliaia di lavoratori buddhisti provenienti dall'Asia orientale, la maggior parte dei quali sono cinesi Han, Việt e Thai. Un certo numero di immigrati tibetani-nepalesi costituiscono anch'essi una parte di popolazione straniera dell'Arabia Saudita.
Così circa il 1,5% della popolazione dell'Arabia Saudita - o circa 400.000 persone - sono buddiste, probabilmente dando così all'Arabia Saudita la posizione di più grande comunità buddista ospitata, sia nel Medio Oriente ma anche nell'intero mondo arabo

## Popolazione buddhista per paese
| Nazione             | Popolazione (2007E) | % di Buddhisti | Buddhisti totali | % di buddhisti in Medio Oriente |
| ------------------- | ------------------- | -------------- | ---------------- | ------------------------------- |
| Emirati Arabi Uniti | 4,444,011           | 5%             | 222.201          | 24,6%                           |
| Qatar               | 907,229             | 5%             | 45.361           | 5%                              |
| Kuwait              | 2,505,559           | 4%             | 100.222          | 11,1%                           |
| Arabia Saudita      | 27,601,038          | 1.5%           | 414.016          | 45,9%                           |
| Bahrain             | 753,000             | 1%             | 7.530            | 0.8 %                           |
| Oman                | 3,204,897           | 1%             | 32.049           | 3,6 %                           |
| Israele             | 6,426,679           | 0.1%           | 6.426            | 0,7 %                           |
| Libano              | 3,925,502           | 0.1%           | 3.926            | 0,4 %                           |
| Turchia             | 71,158,647          | 0.1%           | 71.159           | 7,9%                            |
| Total               | 285,194,911         | 0.32%          | 902,890          |                                 |